# The Boy with No Name
The Boy with No Name é o quinto álbum de estúdio da banda escocesa de rock Travis, lançado em julho de 2007. A obra marca a retomada da parceria do grupo com o produtor Nigel Godrich. A banda lançou três singles com base em canções do disco, entre elas "Closer".

## Faixas
1. "3 Times And You Lose"
2. "Selfish Jean"
3. "Closer"
4. "Big Chair"
5. "Battleships"
6. "Eyes Wide Open"
7. "My Eyes"
8. "One Night"
9. "Out In Space"
10. "Colder"
11. "New Amsterdam"